# Hugolin Langkammer
Hugolin Helmut Langkammer (ur. 19 grudnia 1930 w Bobrku, zm. 28 stycznia 2021 we Wrocławiu) – polski franciszkanin (OFM), biblista, profesor nauk teologicznych, nauczyciel akademicki Katolickiego Uniwersytetu Lubelskiego Jana Pawła II i innych uczelni.

## Życiorys
Urodził się w 1930 roku w Bobrku (obecnie część Bytomia), gdzie uczęszczał do szkoły podstawowej. Po jej ukończeniu kontynuował dalszą edukację w należącej do zakonu franciszkanów szkole średniej - Collegium Seraphicum w Nysie. Tam też w 1950 roku zdał egzamin maturalny. 10 czerwca tego samego roku został członkiem Prowincji św. Jadwigi Zakonu Braci Mniejszych we Wrocławiu, przyjmując imię zakonne Hugolin. Nowicjat odbywał początkowo w Borkach Wielkich, a następnie we Wrocławiu. Jednocześnie odbywał studia teologiczno-filozoficzne w miejscowym Wyższym Seminarium Duchownym Franciszkanów, które w 1954 roku ze względów politycznych zostało przeniesione do Kłodzka. Wieczyste śluby zakonne złożył 1 sierpnia 1954 roku, zaś święcenia kapłańskie przyjął 18 grudnia 1955 roku w Częstochowie. Ponadto studiował biblistykę na Katolickim Uniwersytecie Lubelskim. W 1959 roku uzyskał kolejno tytuły: magistra, w 1960 roku licencjata, zaś w 1961 roku stopień naukowy doktora nauk teologicznych.
W latach 1961–1963 pełnił funkcję rektora zakonnego seminarium duchownego w Kłodzku, będąc jednocześnie wykładowcą biblistyki. Następnie został skierowany na studia specjalistyczne do Papieskiego Instytutu Biblijnego w Rzymie, gdzie w 1964 roku uzyskał licencjat, a dwa lata później doktorat nauk biblijnych. Ponadto w tym okresie przez rok przebywał w Ziemi Świętej, poznając tam archeologię oraz topografię Palestyny. 
W 1967 roku rozpoczął pracę naukowo-dydaktyczną na Katolickim Uniwersytecie Lubelskim, zostając zatrudnionym na stanowisku adiunkta. Na uczelni tej w 1969 roku uzyskał stopień naukowy doktora habilitowanego na podstawie dorobku naukowego oraz rozprawy pt. Problem splotu orzeczeń ktizeologicznych i soteriologicznych w chrystologii Nowego Testamentu. Wraz z nowym tytułem awansował w 1970 roku na stanowisko docenta, zaś w 1975 roku profesora nadzwyczajnego. W 1976 roku otrzymał tytuł naukowy profesora nauk teologicznych. W 1982 roku awansował na lubelskiej uczelni katolickiej na stanowisko profesora zwyczajnego. Angażował się w działalność organizacyjną na Katolickim Uniwersytecie Lubelskim. Był tam założycielem, powstałego z przekształcenia dotychczasowej Szkoły Biblijnej - Instytutu Biblijnego i jego pierwszym dyrektorem (1977–1986). W latach 1975–1985 pełnił funkcję prodziekana, a w latach 1987-1993 dziekana Wydziału Teologii.
Poza lubelską uczelnią wykładał także przez cały czas w swoim macierzystym zakonnym seminarium duchownym w Kłodzku, będąc ponownie jego rektorem w okresie od 1967 do 1970 roku. W 1997 roku seminarium to zostało przeniesione do Wrocławia. Od 1970 prowadził również wykłady na Papieskim Wydziale Teologicznym we Wrocławiu, będąc pracownikiem naukowo-dydaktycznym Katedry Teologii Biblijnej w Instytucie Teologii Systematycznej. Był także kierownikiem Katedry Homiletyki, Mediów i Komunikacji na Wydziale Teologicznym Uniwersytetu Opolskiego.
W 2002 roku przeszedł na emeryturę, mimo to wciąż wykładał na Katolickim Uniwersytecie Lubelskim. Ostatecznie w 2005 roku zakończył pracę dydaktyczną i opuścił Lublin, przenosząc się do Wrocławia do klasztoru franciszkanów na Karłowicach. Na emeryturze pozostał nadal aktywny naukowo, prowadząc badania, pisząc oraz ogłaszając publikacje drukiem. Zmarł w 2021 roku we Wrocławiu.

## Dorobek i działalność naukowa
Hugolin Langkammer był autorem ponad 100 książek biblijnych, także w obcych językach, i ponad 500 rozpraw oraz artykułów naukowych. Ponadto należał do redaktorów i współredaktorów wielu książek i czasopism. Aktywny członek zespołu tłumaczy przekładu Pisma Świętego, tzw. Biblii lubelskiej. Przetłumaczył sam lub wspólnie m.in. takie księgi biblijne jak I Księga Kronik, II Księga Kronik, Księga Ezdrasza i Księga Nehemiasza, Ewangelia Marka, Ewangelia Łukasza, Dzieje Apostolskie oraz listy apostoła Pawła (List do Rzymian, 1 List do Koryntian, 2 List do Koryntian, List do Galatów, List do Efezjan, List do Filipian, 1 List do Tesaloniczan, 2 List do Tesaloniczan, 1 List do Tymoteusza, 2 List do Tymoteusza, List do Tytusa, List do Filemona).
W ciągu swojej kilkudziesięcioletniej kariery naukowej wypromował 55 doktorów i ponad 350 magistrów. Był recenzentem wielu rozpraw doktorskich, habilitacyjnych i profesorskich. Prowadził różne wykłady i okolicznościowe odczyty na renomowanych uniwersytetach zagranicznych (Stany Zjednoczone, Anglia, Belgia, Austria, Włochy, Francja).
Należał do wielu stowarzyszeń naukowych w Polsce i za granicą, m.in. do Towarzystwa Naukowego KUL i International New Testament Studies Societa. Zasiadał także w zarządzie Goeres-Gesell-Schaft. W latach 1976–1988 był prezesem Polskich Biblistów przy Episkopacie Polskim.

## Odznaczenia i wyróżnienia
- Odznaczony Krzyżem Kawalerskim Orderu Odrodzenia Polski, 1993[9].
- Wyróżniony tytułem "Człowieka Roku" przez Amerykański Instytut Badań Bibliograficznych, 1997.
- Uhonorowany Medalem Prezydenta Miasta Lublina, 2000[10].